# Курт Вельцль
Курт Вельцль (нім. Kurt Welzl, нар. 6 листопада 1954, Відень) — австрійський футболіст, нападник.
Насамперед відомий виступами за клуби «Ваккер» (Інсбрук) та «Валенсія», а також національну збірну Австрії.
Триразовий чемпіон Австрії. Чемпіон Нідерландів. 

## Клубна кар'єра
У дорослому футболі дебютував 1972 року виступами за команду клубу «Вінер Шпорт-Клуб», в якій провів три сезони, взявши участь у 53 матчах чемпіонату. 
Своєю грою за цю команду привернув увагу представників тренерського штабу клубу «Ваккер» (Інсбрук), до складу якого приєднався 1974 року. Відіграв за інсбруцьку команду наступні чотири сезони своєї ігрової кар'єри. Більшість часу, проведеного у складі інсбруцького «Ваккера», був основним гравцем атакувальної ланки команди. У складі інсбруцького «Ваккера» був одним з головних бомбардирів команди, маючи середню результативність на рівні 0,41 голу за гру першості.
Протягом 1979—1981 років грав у Нідерландах, захищав кольори команди клубу АЗ.
1981 року перебрався до Іспанії, уклавши контракт з клубом «Валенсія», у складі якого провів наступні два роки своєї кар'єри гравця. Граючи у складі «Валенсії» також здебільшого виходив на поле в основному складі команди.
Згодом з 1983 по 1988 рік грав у складі команд бельгійського «Гента», грецького «Олімпіакоса», а також австрійських клубів «Ваккер» (Інсбрук), «Сваровскі-Тіроль», ГАК (Грац) та «Шпітталь».
Завершив професійну ігрову кар'єру у клубі «Сваровскі-Тіроль», у складі якого вже виступав раніше. Прийшов до команди 1988 року, захищав її кольори до припинення виступів на професійному рівні у 1989.

## Виступи за збірну
1975 року дебютував в офіційних матчах у складі національної збірної Австрії. Протягом кар'єри у національній команді, яка тривала 8 років, провів у формі головної команди країни 22 матчі, забивши 10 голів.
У складі збірної був учасником чемпіонату світу 1982 року в Іспанії.

## Титули і досягнення
- Чемпіон Австрії (3):

«Ваккер» (Інсбрук):  1975, 1977
«Сваровскі-Тіроль»:  1989
- Володар Кубка Австрії (3):

«Ваккер» (Інсбрук):  1975, 1978, 1979
- Чемпіон Нідерландів (1):

АЗ:  1981
- Володар Кубка Нідерландів (1):

АЗ:  1981
- Володар Кубка Бельгії (1):

«Гент»:  1984